# Jan Alingh (1767-1841)

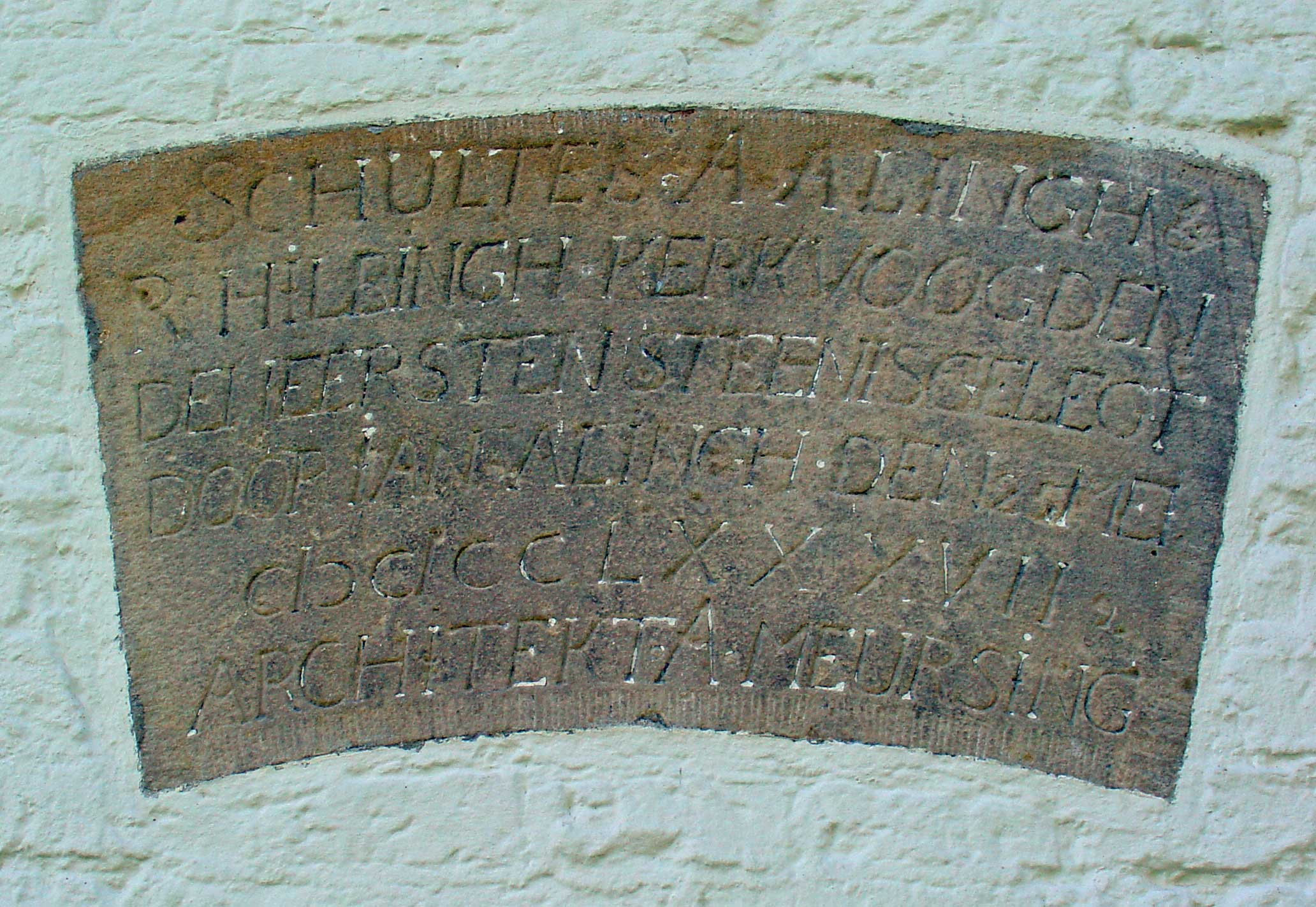
Steen in 1787 door Jan Alinhg in de muur van de kerk van Gasselte gemetseld ter herinnering aan de verbouwing van de kerk in dat jaar, zijn vader, schulte Albert Alingh was destijds kerkvoogd.

Jan Alingh (Gasselte, gedoopt 28 juni 1767 - aldaar, 30 september 1841) was burgemeester van de voormalige Nederlandse gemeente Gasselte in de provincie Drenthe.

## Leven en werk
Alingh, zoon van de schulte Albert Alingh (1729-1810) en Jeichjen Huisingh, volgde in 1810 zijn vader op als schulte van het schultambt Gasselte-Borger. In 1811 werd dit schultambt gesplitst in twee afzonderlijke gemeenten Borger en Gasselte en werd Alingh maire van Gasselte en later burgemeester van deze plaats. Alingh was tevens secretaris van de gemeente. De secretarie was tot 1826 bij hem thuis, in het schultehuis, ondergebracht, waarvoor hij jaarlijks een vergoeding van ƒ 50 ontving + ƒ 12 voor verlichting en verwarming. Het Schultehuis stond aan de Dorpstraat in Gasselte (de latere Olde Hof). Alingh was gehuwd met Anna Hilbingh (1771-1836). Het echtpaar bleef kinderloos. Alingh overleed in 1841 te Gasselte op 74-jarige leeftijd. De erfenis ging naar de neven Albertus en Frederik Hendrik Prins, zoons van zijn zuster Roelofje (1763-1807) en zwager Henricus Conradus Prins, schulte van Dwingeloo.

## Familie
- Alingh was een lid van een invloedrijke familie van schulten in Gasselte. De familie Alingh bezat in 1813 negen boerderijen in Gasselte.[2]
- Zijn vader, Albert Alingh, was van 1769 tot 1810 schulte van het schultambt Gasselte-Borger.[3]
- Zijn gelijknamige neef Jan Alingh was burgemeester van Borger.
- In Gasselte herinnert de Schulte Alinghlaan aan deze invloedrijke familie.

## Kerk van Gasselte
De kerk van Gasselte werd in 1787 ingrijpend verbouwd. De vader van Alingh, schulte Albert Alingh, was toen kerkvoogd. Ter herinnering aan deze verbouwing werd door de negentienjarige Jan Alingh op 25 mei 1787 een 'eerste' steen in de muur van de kerk gemetseld.